# Die Mausefalle (Film)
Die Mausefalle (Originaltitel: Porte des Lilas, deutsch: „Fliedertor“) ist ein französisch-italienischer Spielfilm in Schwarzweiß von René Clair. Dieser verfasste auch das Drehbuch. Es beruht auf dem Roman La Grande Ceinture von René Fallet und Jean Aurel. Die Hauptrollen sind mit Pierre Brasseur, Georges Brassens, Henri Vidal, Dany Carrel und Annette Poivre besetzt. 1957 kam der Film zum ersten Mal in Frankreich ins Kino.
Mit dem gleichnamigen Theaterstück von Agatha Christie aus dem Jahr 1952 hat das hier beschriebene Werk nichts gemein.

## Handlung
Juju kennt im Pariser Armenviertel Porte des Lilas fast jeder. Ihm wird nachgesagt, er sei ein Taugenichts, aber trotzdem ist er bei vielen beliebt. Jujus bester Freund wird von allen nur „Artist“ genannt. Im Gegensatz zu Juju sieht man ihn hin und wieder etwas arbeiten, indem er  in den Cafés der Stadt einige Chansons vorträgt und sich damit ein paar Francs verdient. Juju wohnt in Haushaltsgemeinschaft mit seiner Mutter und seiner Schwester, Artist in einer armseligen Hütte. Eines Tages taucht in dieser Behausung überraschend ein Fremder auf, der von der Polizei u. a. wegen Mordes gesucht wird, aber davon ahnen die beiden Freunde noch nichts. Erst am nächsten Tag lesen sie in der Zeitung, was für ein schwerer Junge Pierre Barbier ist. Und ausgerechnet ihm gewähren sie Gastfreundschaft!
Nach und nach richtet sich Barbier im Haus gemütlich ein. Während Artist den Eindringling möglichst schnell wieder loswerden will, ist Juju froh darüber, dass er sich um einen Menschen kümmern kann und auf diese Weise seinem Leben einen Sinn gibt. Jujus Freunde merken zwar, dass er eine Wandlung vollzogen hat, jedoch wissen sie nicht den Grund dafür. Nur die Wirtstochter Maria hat es verstanden, Juju sein Geheimnis zu entlocken. Fortan wünscht sich Maria nichts sehnlicher, als Barbier kennenzulernen. Dies gelingt ihr auch, als dieser gerade einmal allein die Wohnung hütet. Barbier weiß nicht, was er von diesem Besuch halten soll. Er entschließt sich, das Mädchen zu verführen, um sie dadurch zum Schweigen zu bringen. Der Versuch gelingt.
Obwohl die Polizei unentwegt nach dem Verbrecher sucht, bleibt dessen Versteck unentdeckt. Artist gelingt es, seinem Gast einen falschen Pass zu besorgen, mit dem er Frankreich verlassen könnte, aber noch fehlt diesem das nötige Kleingeld. Doch zum Glück versteht es Barbier prächtig, Frauen um den Finger zu wickeln. Maria hat sich von ihm sogar überreden lassen, die Kasse ihres Vaters zu plündern und mit Barbier zu fliehen. Als Juju davon erfährt, ist er bestürzt. Als ihm Barbier dann auch noch offen ins Gesicht sagt, dass er gar nicht daran denke, Maria mitzunehmen, er habe ihr schließlich nur Liebe vorgegaukelt, um zu Geld zu kommen, platzt Juju der Kragen; die beiden Männer geraten aneinander. Im Kampf kann sich Juju der Pistole seines Widersachers bemächtigen und ihn erschießen.

## Produktionsnotizen
Die Bauten wurden von dem Filmarchitekten Léon Barsacq geschaffen. Rosine Delamare steuerte die Kostüme bei. Georges Brassens, einer der beiden Hauptdarsteller, komponierte die Musik und singt in dem Film einige seiner Chansons, u. a. das Titellied.

## Auszeichnungen
- 1957 wurde das Werk mit dem Großen französischen Filmpreis ausgezeichnet.
- 1958 erhielt „Die Mausefalle“ eine Oscar-Nominierung für den besten fremdsprachigen Film.
- Die Evangelische Filmgilde erklärte das Werk zum besten Film des Monats März 1958.[1]
- Die Filmbewertungsstelle Wiesbaden erteilte dem Werk das Prädikat „Besonders wertvoll“.

## Kritik
Das Lexikon des internationalen Films zieht folgendes Fazit: „René Clair hat in ‚sein‘ Paris der kleinen Leute zurückgefunden, das er so liebevoll wie kein anderer auszumalen und darzustellen versteht. Der Film ist glänzend gespielt, anrührend erzählt und voller – fast unmodernem – Charme.“ Die Fernsehzeitschrift Prisma urteilt: „1957 markierte dieses Werk von Réne Clair die Rückkehr des Regisseurs zum Schwarzweiß-Film. Er habe die Tiefe des Bildes ausnutzen wollen, um mehr vom Hintergrund zu zeigen, begründete Clair seinen Schritt. Ihm gelang ein hübscher und brillant gespielter Film über das Leben der kleinen Leute im Viertel ‚Porte des Lilas‘. Pierre Brasseur zeigt hier als versoffener Lebemann eine seiner besten Leistungen.“
Auch der Reclam Filmführer zeigt sich voll des Lobes: „Der Film lebt ganz aus der Stimmung, aus der Atmosphäre, aus dem Milieu, und hier ist Clair wieder ganz in seinem Element. Einfühlsame Kameraarbeit, gute Schauspieler und die aggressiv-melancholischen Chansons von Georges Brassens klingen raffiniert zusammen.“

## Quelle
- Programm zum Film: Das Neue Film-Programm, erschienen im gleichnamigen Verlag, Mannheim, ohne Nummernangabe.